# Drosophila cathara
Drosophila cathara este o specie de muște din genul Drosophila, familia Drosophilidae, descrisă de Tsacas în anul 2004.
Este endemică în Congo. Conform Catalogue of Life specia Drosophila cathara nu are subspecii cunoscute.